# Sankt Klemens av Ohrids kyrka, Dobritj
Sankt Klemens av Ohrids kyrka (bulgariska: Храм Свети Климент Охридски; translitteration: Hram Sveti Kliment Ohridski) är en bulgarisk-ortodox kyrkobyggnad belägen i staden Dobritj, i regionen Dobritj, i nordöstra Bulgarien.
Kyrkan är helgad åt Sankt Klemens av Ohrid och tillhör Varnas och Veliki Preslavs stift.